# Клуб шибайголів
Клуб шибайголів, Клуб зірвиголов (англ. The Bang Bang Club «Піф-паф клуб») – це група фотографів та фотожурналістів, що діяла в Південно-Африканській Республіці впродовж 1990-1994 років, в період переходу від системи апартеїду до влади на основі загального виборчого права. Цей період характеризується великою кількістю міжусобиць серед темношкірого населення, зокрема між прихильниками АНК та ПСІ після скасування заборон на обидві партії.
З назвою «Клуб шибайголів» в першу чергу асоціюють імена чотирьох фотографів: Кевіна Картера, Грега Мариновича, Кена Остербрука і Жоао Сільви, хоча з ними також працювали інші фотографи та фотожурналісти (наприклад, Джеймс Нахтвей, Девід Браучлі й Гері Бернард). Про групу зняли однойменний фільм, режисером якого став Стівен Сільвер, а головні ролі виконали Раян Філіпп, Тейлор Кітч та Малін Акерман.

## Історія
Назва «Клуб шибайголів» утворилася зі статті, опублікованої в південноафриканському журналі Living. Спочатку воно звучало як «Шибайголови-папараці» (Bang Bang Paparazzi), але згодом було змінено на «Клуб», тому що його члени вважали, що слово «папараці» спотворює зміст їх праці. Частина назви «Bang Bang» в свою чергу походить від сфери інтересів групи. Фраза «Bang Bang» є просторіччям з англійської мови, що означає вибухи, постріли та насильство в цілому,. В об’єктив фотографів «Клубу шибайголів» потрапляли саме сцени насильства, що в той період зустрічались скрізь в ПАР. «Клуб шибайголів» освітлював головні події під час переходу ПАР від апартеїду до демократії, а також конфлікти в інших африканських країнах.

## Головні діячі
Головними діячами Клубу шибайголів були чотири фотографа: Кевін Картер, Грег Маринович, Кен Остербрук та Жоао Сільва. Усі народилися в Південній Африці, працювали на різні південноафриканські та світові видання.

### Кевін Картер
Кевін Картер народився в Йоганнесбурзі 13 вересня 1960 року. В березні 1993 року, перебуваючи в Судані, Картер зробив фото малюка, що намагався дістатися центру харчування. Темношкіру дівчинку переслідував стерв’ятник, який також потрапив на фото. Після зйомки Картер залишив дитину, пояснюючи це тим, що йому заборонили торкатися дітей через можливу передачу хвороб. Кевін Картер продав фото The New York Times, де воно вперше з’явилося в 26 березня 1993 року. Дуже швидко його опублікували й інші світові видання. До редакції The New York Times звернулися сотні людей, запитуючи про подальшу долю дівчинки. В 1994 році Картер отримав Пулітцерівську премію за цю фотографію. Фотограф часто говорив друзям, що жалкує, що не допоміг дівчинці. Через три місяці після отримання премії Кевін Картер наклав на себе руки. В передсмертній записці він написав:
|  | Мені дуже, дуже шкода. Біль життя перекриває радість настільки, що радості не існує… депресія… без телефону… гроші за оренду… гроші на аліменти… гроші за борги… гроші!!! … Я млію від яскравих спогадів про вбивства, трупи, гнів та біль… про голодуючих або поранених дітей, войовничих божевільних, часто саме поліцейських… про вбивць-катів… Я йду, щоб приєднатися до Кена, якщо пощастить». |

### Кен Остербрук
Кен Остербрук народився в Йоганнесбурзі 14 лютого 1962 року та працював на південноафриканську газету The Star. Декілька разів ставав найкращим фотографом в ПАР. 18 квітня 1994 року, за дев’ять днів до виборів, Кен Остербрук, Грег Маринович, Кевін Картер та Жоао Сільва висвітлювали зіткнення між миротворцями ООН та прихильниками АНК в місті Токоза. Неорганізовані сили миротворців відкрили вогонь та ненавмисно застрелили Кена Остербрука та Грега Мариновича. Маринович був серйозно поранений, а Кен Остербрук помер,. 

### Грег Маринович
Грег Маринович народився 8 грудня 1962 в південноафриканському місті Спрінгс. Працював на Associated Press в Ізраїлі. В 1991 році Маринович отримав Пулітцерівську премію за фото жорстокої розправи прихильників АНК над членом ПСІ Ліндсеєм Тшабалала, зроблене в 1990 році. Після подій 1994 року Грег Маринович разом з Жоао Сільвою написали книгу «The Bang-Bang Club: Snapshots from a Hidden War», що розповідає історію Клубу шибайголів.

### Жоао Сільва
Жоао Сільва народився 9 серпня 1966 року в Йоганнесбурзі. Працював на Reuters в Африці, Росії, Центральній Азії, на Близькому Сході та Балканах,. Він супроводжував Кевіна Картера під час подорожі до Судану, де була зроблена фотографія дівчинки зі стерв’ятником. Після поширення офіційної версії щодо створення фотографії Сільва розповів власну в інтерв’ю японського журналіста Акіо Фудзівара. За словами Жоао Сільви, дівчинка знаходилася біля табору ООН, до якого вийшли батьки найближчих поселень. Як й інших дітей, дівчинку залишили на досить короткий час, за який з нею не могло статися щось погане. Жоао Сільва також зміг сфотографувати момент смерті Кена Остербрука в місті Токоза.

## У культурі

### У літературі
The Bang-Bang Club: Snapshots from a Hidden War – спільна книга Грега Мариновича та Жоао Сільви, що вийшла в 2000 році. В книзі розповідається про події, що пережив Клуб шибайголів в 1990-1994 роках. В 2009 році в блозі The New York Times Lens була опублікована рецензія на книгу з коментарями Жоао Сільви.

### У кіно
«Клуб зірвиголів» - екранізація книги Жоао Сільви та Грега Мариновича, прем’єра якої сталася в 2009 році. Фільм знімався в місті Токоза, де відбувалися основні події реальної історії, під керівництвом південноафриканського режисера Стівена Сільвера. Його консультував сам Грег Маринович. Головні ролі виконали Райан Філіпп (Грег Маринович), Тейлор Кітч (Кевін Картер), Нільс ван Джасвельд (Жоао Сільва) та Френк Ротенбах (Кен Остербрук),.
Документальний фільм «The Death of Kevin Carter: Casualty of the Bang Bang Club» був номінований на премію Оскар в 2006 році.
Прем’єра документального фільму «When Under Fire: Shoot Back!» відбулася на Денверському кінофестивалі в 2014 році.

### У музиці
«Клуб шибайголів» згадується в пісні «Kevin Karter» гурту Manic Street Preachers. Музичний альбом «Poets and Madmen» американського рок-гурту Savatage був натхненний життям Кевіна Картера.